# کلیولند براونز

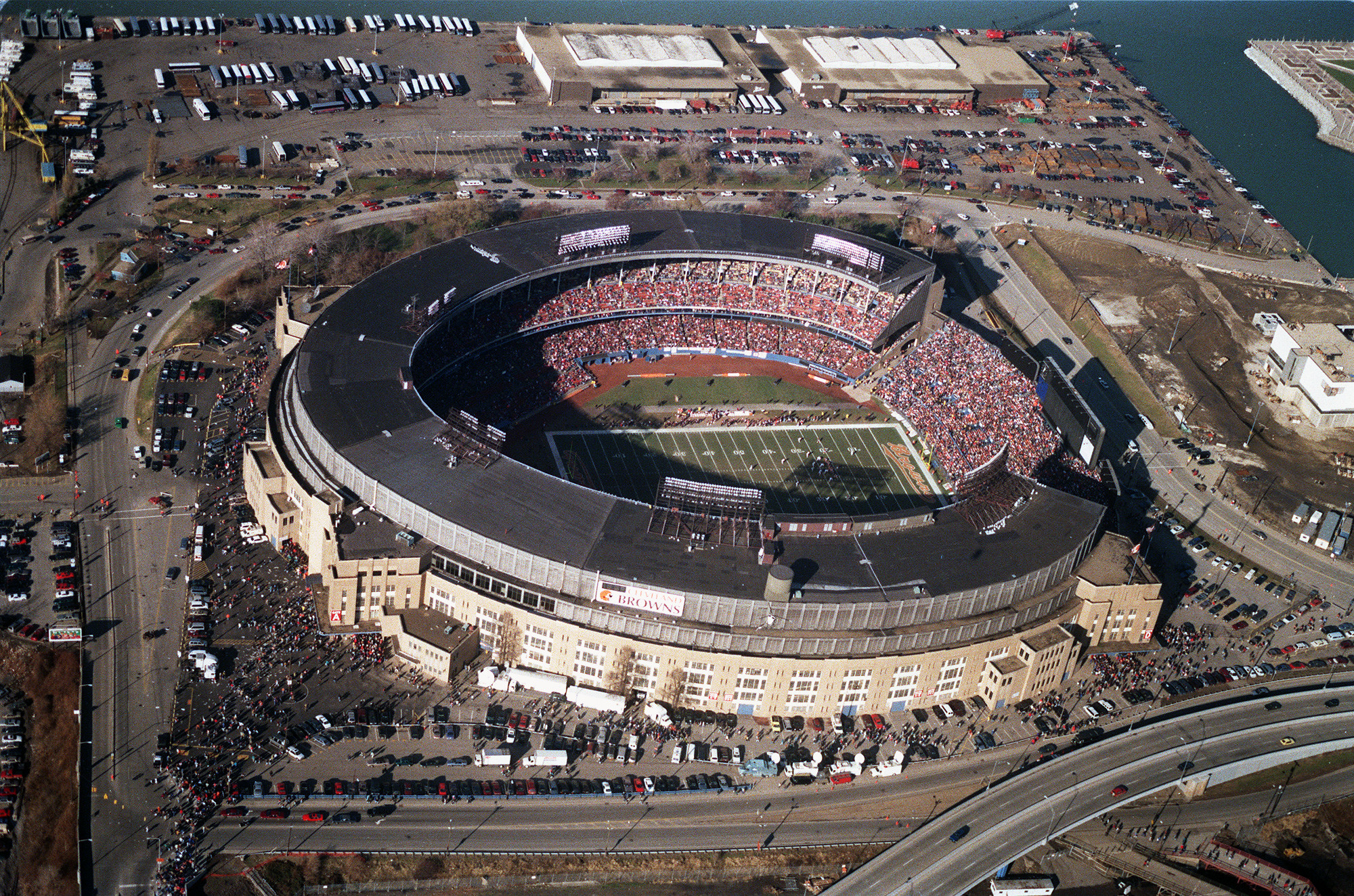

تیم فوتبال آمریکایی کلیولند براونز (به انگلیسی: Cleveland Browns) از شهر کلیولند در ایالت اوهایو می‌باشد.
این تیم عضو لیگ ملی فوتبال آمریکا است.
ورزشگاه خانه این تیم ورزشگاه کلیولند براونز (به انگلیسی: Cleveland Browns Stadium) نام دارد.

## وب‌گاه رسمی
- وبگاه رسمی تیم